# SV Arminen
SV Arminen is een Oostenrijkse hockeyclub uit Wenen. Het is de oudste hockeyclub van Oostenrijk.
Na het uiteenvallen van de monarchie besloot een groep jonge mensen tot de oprichting van een sportvereniging en op 24 april 1919 werd de Sportvereinigung Katholisch-Deutscher Akademiker Arminen opgericht. In deze periode had de club ook andere sporttakken als voetbal, schermen en roeien. In 1938 werd de naam verkort naar SV Arminen. Inmiddels zijn alle andere sporttakken afgestoten en is er alleen sprake van hockey.
In 2006 bereikten de mannen de 3de plaats bij de Europacup zaalhockey en een jaar later werd de finale gehaald, maar werd er verloren van Pocztowiec Poznań.

## Resultaten hockey

### Heren
- Oostenrijks kampioen veldhockey: 13x
- Oostenrijks kampioen zaalhockey: 18x

### Dames
- Oostenrijks kampioen veldhockey: 13x
- Oostenrijks kampioen zaalhockey: 12x